# Casaletto Vaprio
Casaletto Vaprio är en ort och kommun i provinsen Cremona i regionen Lombardiet i Italien. Kommunen hade 1 802 invånare (2018).